# Кристијан Веткло
Кристијан Веткло (* 11. јануар 1980. у Хаселу, Немачка) је немачки фудбалер и голман.
Тренутно брани за Шалке у коме је тренирао као јуниор. у каријери је још бранио за Рот Вајз Есен, Мајнц, резервни тим Мајнца и Дармштат.
Дебитовао је у немачкој Бундеслиги још 2005. године када је ушао у игру као играч Мајнца, у коме је и провео највећи део своје каријере.